# 稲川英希
稲川 英希（いながわ ひでき、1976年 - ）は、日本のヤクザ。指定暴力団・稲川会本部長、三代目稲川一家総長。稲川会三代目会長稲川裕紘（土肥）の実子（長男）。父・三代目死後の稲川会後継争いに敗れて引退した。

## 来歴
昭和51年（1976年）、神奈川県横浜市生まれ。私立相洋高等学校、東海大学工学部卒業。大学卒業後、イギリス留学を経て実業家になった。
しかし転身後、わずか3年、27歳で異例の三代目稲川会本部長に抜擢。
平成18年（2006年）7月19日、京葉七熊一家五代目総長・角田吉男を稲川会四代目とする継承式が横浜市の稲川会系組事務所で行われた。同時刻、静岡県熱海市の稲川会本家において、「五代目」を継承する儀式を執り行った。しかし、祖父であり稲川会の創設者でもある稲川会総裁稲川聖城が角田側の式に臨席したことも判り、すぐに角田と直接話し合い、角田四代目体制での一本化に合意し、分裂の危機を回避した。
平成19年（2007年）3月、引退した。

## 註
1. ↑  二代目山川一家 池田組。